# Іване-Пустенська сільська рада
Іва́не-Пу́стенська сільська́ ра́да (до 2012 року — Івано-Пустенська) — адміністративно-територіальна одиниця та орган місцевого самоврядування в Борщівському районі Тернопільської області. Адміністративний центр — село Іване-Пусте.

## Загальні відомості
- Територія ради: 6,237 км²
- Населення ради: 1 995 осіб (станом на 2001 рік)

## Історія
Тернопільська обласна рада рішенням від 26 квітня 2012 року у Борщівському районі перейменувала Івано-Пустенську сільраду на Іване-Пустенську.

## Населені пункти
Сільській раді були підпорядковані населені пункти:
- с. Іване-Пусте

## Населення
Згідно з переписом УРСР 1989 року чисельність наявного населення сільської ради становила 3444 особи, з яких 1535 чоловіків та 1909 жінок.
За переписом населення України 2001 року в сільській раді мешкали 1983 особи.

### Мова
Розподіл населення за рідною мовою за даними перепису 2001 року:
| Мова       | Відсоток |
| ---------- | -------- |
| українська | 99,50 %  |
| російська  | 0,40 %   |
| молдовська | 0,05 %   |
| польська   | 0,05 %   |

## Склад ради
Рада складалася з 20 депутатів та голови.
- Голова ради:

### Депутати
За результатами місцевих виборів 2010 року депутатами ради стали:

#### За суб'єктами висування
| Суб'єкт висування | Кількість обраних депутатів | %   |
| ----------------- | --------------------------- | --- |
| Самовисування     | 20                          | 100 |

#### За округами
| № округу | Прізвище, ім'я, по батькові     | Дата визнання обраним | Освіта             | Партійна приналежність | Відомості про обраного депутата                  |
| -------- | ------------------------------- | --------------------- | ------------------ | ---------------------- | ------------------------------------------------ |
| 1        | Паламар Степан Дмитрович        | 01.11.2010            | середня спеціальна | позапартійний          | тимчасово не працює                              |
| 2        | Яремій Володимир Іванович       | 01.11.2010            | вища               | позапартійний          | Іване-Пустенська загальноосвітня школа, вчитель  |
| 3        | Полянський Володимир Степанович | 01.11.2010            | середня спеціальна | позапартійний          | підприємець                                      |
| 4        | Чубей Роман Іванович            | 01.11.2010            | вища               | позапартійний          | підприємець                                      |
| 5        | Топоровський Іван Кузьмич       | 01.11.2010            | середня спеціальна | позапартійний          | тимчасово не працює                              |
| 6        | Чубей Надія Іванівна            | 01.11.2010            | середня спеціальна | позапартійна           | ФГ «ФМК», бухгалтер                              |
| 7        | Прудивус Степан Іванович        | 01.11.2010            | середня спеціальна | позапартійний          | тимчасово не працює                              |
| 8        | Крупчак Петро Іванович          | 01.11.2010            | вища               | позапартійний          | Іване-Пустенська Сільська рада, голова           |
| 9        | Яківчук Олександра Василівна    | 01.11.2010            | вища               | позапартійна           | Іване-Пустенська Сільська рада, секретар         |
| 10       | Поліщук Богдан Михайлович       | 01.11.2010            | середня спеціальна | позапартійний          | підприємець                                      |
| 11       | Яківчук Володимир Степанович    | 01.11.2010            | вища               | позапартійний          | тимчасово не працює                              |
| 12       | Никифорчи Зіновій Степанович    | 01.11.2010            | середня            | позапартійний          | тимчасово не працює                              |
| 13       | Чопик Микола Іванович           | 01.11.2010            | середня            | позапартійний          | підприємець                                      |
| 14       | Григорів Леся Михайлівна        | 01.11.2010            | середня            | позапартійна           | підприємець                                      |
| 15       | Семенів Василь Павлович         | 01.11.2010            | середня            | позапартійний          | підприємець                                      |
| 16       | Григорів Наталія Михайлівна     | 01.11.2010            | вища               | позапартійна           | Іване-Пустенська загальноосвітня школа, директор |
| 17       | Катеринчук Олена Михайлівна     | 01.11.2010            | вища               | позапартійна           | Іване-Пустенська Сільська рада, інспектор        |
| 18       | Бабух Роман Павлович            | 01.11.2010            | середня            | позапартійний          | тимчасово не працює                              |
| 19       | Урсуляк Степан Іванович         | 01.11.2010            | середня            | позапартійний          | МСЕО, зам директора                              |
| 20       | Гаджоса Ярослав Йосафатович     | 01.11.2010            | середня            | позапартійний          | Іване-Пустенська ЛА, сімейний лікар              |